# Strauch-Weißbecher
Der Strauch-Weißbecher (Nierembergia scoparia) ist eine Pflanzenart aus der Gattung der Weißbecher (Nierembergia) in der Familie der Nachtschattengewächse (Solanaceae).

## Merkmale
Der Strauch-Weißbecher ist ein Halbstrauch, der Wuchshöhen von 20 bis 50 Zentimetern erreicht. Der Stängel ist aufrecht oder aufsteigend. Die Blätter sind linealisch bis lanzettlich und weniger als 3,5 Millimeter breit. Die Blüten haben einen Durchmesser von 2,5 bis 3 Zentimetern, sind lila bis violett gefärbt und gehäuft an den oberen Stängelknoten zu finden. Die Blütenstiele sind 1 bis 2 Millimeter lang.
Blütezeit ist von Juni bis September.
Die Chromosomenzahl beträgt 2n = 18.

## Vorkommen
Der Strauch-Weißbecher kommt von Süd-Brasilien bis Argentinien in Wäldern, Gebüschen und an Waldrändern vor.

## Nutzung
Der Strauch-Weißbecher wird zerstreut als Zierpflanze in Sommerrabatten und als Topfpflanze genutzt. Er wird auch einjährig kultiviert. Diese Art ist seit dem 19. Jahrhundert in Kultur. Es gibt einige Sorten mit unterschiedlichen Blütenfarben und mehrfarbige Formen.